# Soto de los Infantes
Soto de los Infantes (en idioma asturiano y oficialmente Soutu los Infantes) es una parroquia y lugar del concejo asturiano de Salas, en España. Su superficie es de 14,36 km² y alberga a 70 habitantes. Su templo parroquial se dedica a San Pedro. Se encuentra a 10 km de Salas.
Se ha sugerido que el nombre puede provenir del latín SALTUM (bosque), y aunque ahora es de los Infantes, en otro tiempo fue "de las Infantas".
Se ha identificado un castro en la zona de la Peña el culladón, en las cercanías de La Escosura.
Antes de la democracia, la parroquia de Millara a efectos administrativos estaba integrada en esta parroquia.

## Barrios y aldeas (2017)[2]
- Arbodas (aldea) - 3 habitantes.
- La Escosura (casería) - deshabitado.
- La Vega (La Veiga en asturiano) (aldea) - 9 habitantes.
- Lleiroso (Lleirosu) (casería) - deshabitado.
- Silvota (Silvouta) (casería) - deshabitado.
- Soto de los Infantes (Soutu) (lugar) - 58 habitantes.